# Axel Wallén (1928–1996)
Axel Olof Anders Wallén, född 2 december 1928 i Stockholm, död 17 mars 1996 i Västerleds församling, Stockholm, var en svensk jurist och ämbetsman.
Axel Wallén var son och namne till överdirektören Axel Wallén och dennes hustru Ingerd, född Hessle. Han blev jur.kand. 1951, gjorde tingstjänstgöring 1952–1955, blev fiskal i Svea hovrätt 1956, tingssekreterare 1957, var sekreterare i Arbetsdomstolen 1958–1960 och blev assessor i Svea hovrätt 1961. Han var sekreterare i 1960 års semesterkommitté 1961–1962, sakkunnig i Finansdepartementet och Socialdepartementet 1962–1964, blev kansliråd i Justitiedepartementet 1965 och året därpå departementsråd, utnämndes 1967 till expeditionschef i Finansdepartementet samt var expeditionschef och rättschef i Industridepartementet 1969–1972. Wallén, som hade utnämnts till hovrättsråd 1969, var vice ordförande i Arbetsdomstolen 1972–1978. Han blev verkställande ledamot och chef för Exportkreditnämnden 1972 samt var 1979–1986 generaldirektör för denna myndighet. Han var därefter verksam som rådgivare för SEB vid International Trade Centre i Genève 1986–1989 och som utredare vid Utrikesdepartementets handelsavdelning i frågor angående statens roll vid exportfinansiering och exportfrämjande 1988-1991 samt efter 1991 som sakkunnig på handelsavdelningen.
Han hade därutöver flera andra expertuppdrag, bland annat var han ordförande i Nämnden för statens gruvegendom 1973–1987, blev vice ordförande i Fartygskreditnämnden 1976 och var dess ordförande 1980–1981, var ordförande för International Association of Export Credit Insurers and Investment Insurers (Bernunionen) 1975–1977, ordförande i OECD:s Export Credit Group och Consensus Group 1980–1986 samt vice ordförande i Sveriges exportråd 1981–1987. Axel Wallén är begravd på Bromma kyrkogård.